# آلفونسو داماتو
آلفونسو مارچلو "آل" دماتو (به انگلیسی: Alfonse Marcello "Al" D'Amato) سناتور سابق عضو حزب جمهوری‌خواه ایالات متحده آمریکا بود. وی در سال ۱۹۸۱ تا ۱۹۹۹ میلادی سناتور ایالت نیویورک در سنای ایالات متحده آمریکا بود.